# Courbe de Gosper

Animation présentant les 7 premières étapes d'une courbe de Gosper.

En géométrie, la courbe de Gosper, découverte par Bill Gosper en 1973, et popularisée par Martin Gardner en 1976, est une courbe remplissante. Il s'agit d'une courbe fractale, voisine, dans sa construction, de la courbe du dragon ou de la courbe de Hilbert.

## Algorithme

### Système de Lindenmayer
La courbe de Gosper peut être représentée en utilisant un L-système avec les règles suivantes :
- Angle: 60°
- Axiome: {\displaystyle A}
- Règles:
  - {\displaystyle A\mapsto A-B--B+A++AA+B-}
  - {\displaystyle B\mapsto +A-BB--B-A++A+B}

Dans ce cas, à la fois A et B signifient "avancer", + signifie "tourner à gauche à 60 degrés" et - signifie "tourner à droite à 60 degrés", en utilisant un programme de type "tortue" comme Logo.

## Construction
La courbe de Gosper est obtenue par un processus itératif consistant à remplacer, à chaque itération, chaque segment par 7 segments d'une longueur réduite de 1/√7.
|                    |                      |
| Première itération | Quatrième itération. |

La courbe ayant ainsi 7 similitudes internes de rapport 1/√7, sa dimension fractale tend vers 2, elle pave donc le plan.
À l'infini, l'ensemble rempli par la courbe est appelé île de Gosper. 

## Île de Gosper
La frontière de l'île de Gosper — baptisée par Benoît Mandelbrot (1977) — peut également être obtenue, à partir d'un hexagone, de manière itérative comme suit.

À chaque itération, chaque segment est remplacé par 3 segments √7 fois plus courts. La dimension de Hausdorff de cette frontière vaut donc 2 ln(3)/ln(7)= 1,12915.
Sept copies de l'île de Gosper juxtaposées forment une île de Gosper √7 fois plus grande, comme illustré ci-dessous. Le pavage est non seulement possible à l'infini mais également à chaque niveau d'itération.

## Référence
1. ↑  (en) Eric W. Weisstein, « Gosper Island », sur MathWorld.